# Axel en Helena van der Kraan
Axel en Helena van der Kraan was een Nederlands kunstenaarsduo, bestaande uit Axel van der Kraan (Rotterdam, 18 april 1949) en Helena Jirina (Helena) van der Kraan-Maazel (geboren als Helena Jiřina Mazl) (Praag, 14 juni 1940 - Rotterdam, 14 juni 2020). Ze maakten samen voornamelijk beelden en tekeningen.
Axel en Helena van der Kraan ontmoetten elkaar op de kunstopleiding De Ateliers, waar ze beiden van 1968 tot 1970 verbleven. Vlak voor de mislukte opstand in Praag was Helena uitgeweken naar Nederland. Axel ging aan het werk als beeldhouwer en had zijn eerste solo-expositie in het Haags Gemeentemuseum in 1978. Helena ging aan de slag met fotografie en had haar eerste solo-expositie in 1978, ook in het Haags Gemeentemuseum.
Het kunstenaarsduo werkte sinds 1987 samen in Rotterdam. In 1989 zijn ze onderscheiden met de Hendrik Chabot Prijs. In 1990 organiseerde Museum Boijmans Van Beuningen een retrospectief van hun werk met beelden, tekeningen, en fotografie. 

## Werk in de openbare ruimte
- 1989, Schillepaard van de Schilderswijk, Den Haag
- 1999, Keteltje, Wormerveer
- 2006, De Smid, Barendrecht

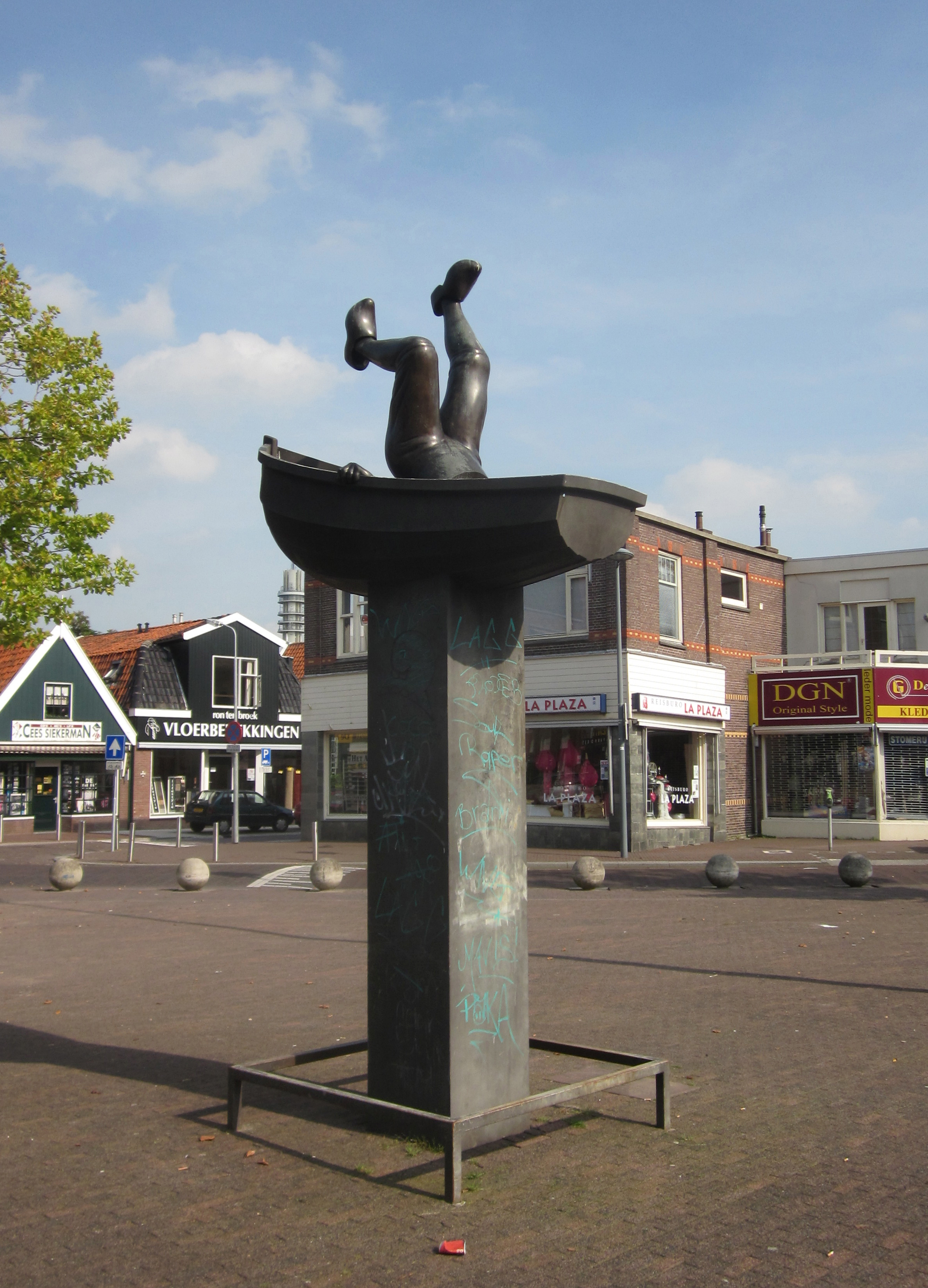
Keteltje in Wormerveer
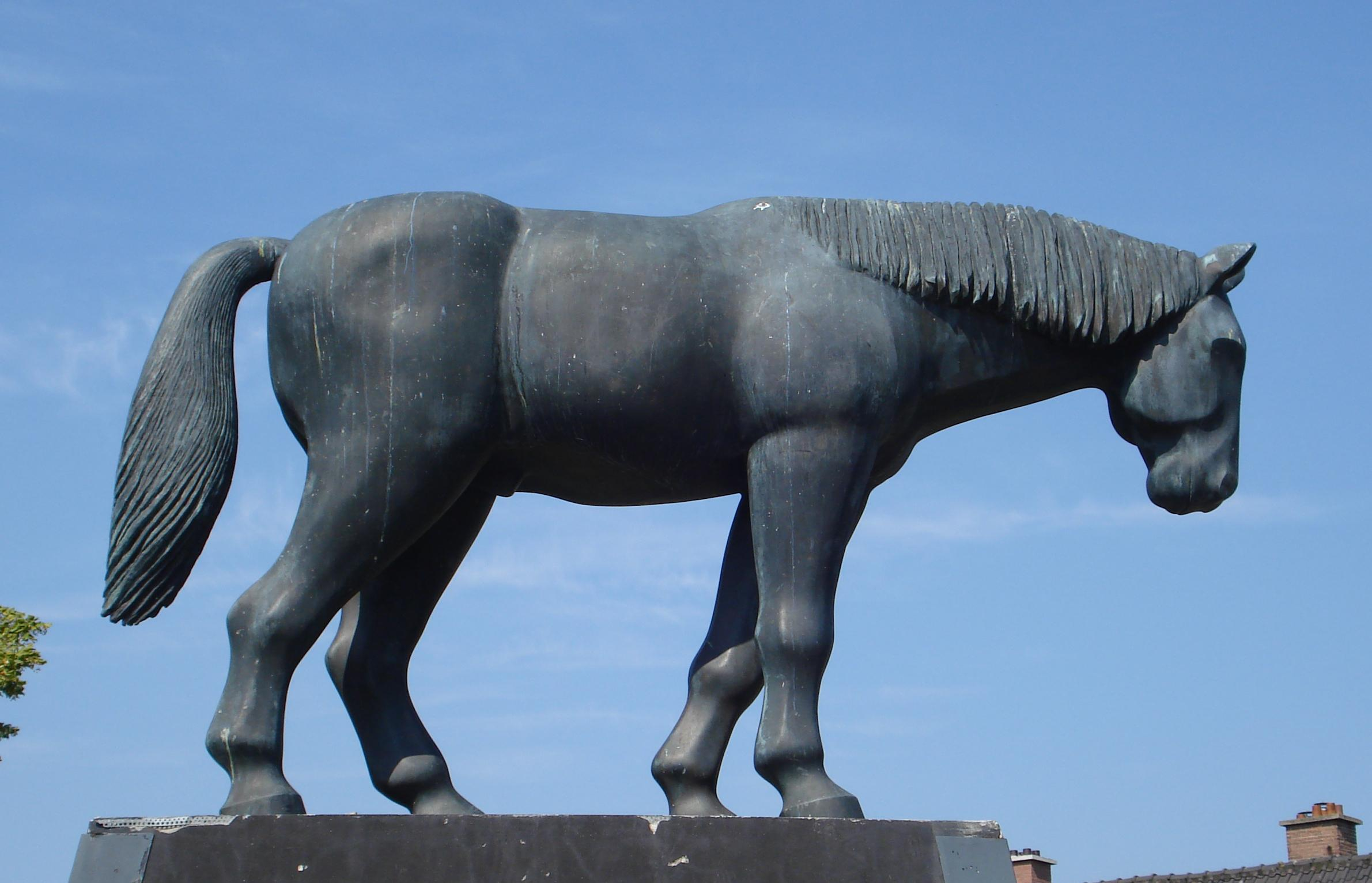
Schillepaard van de Schilderswijk
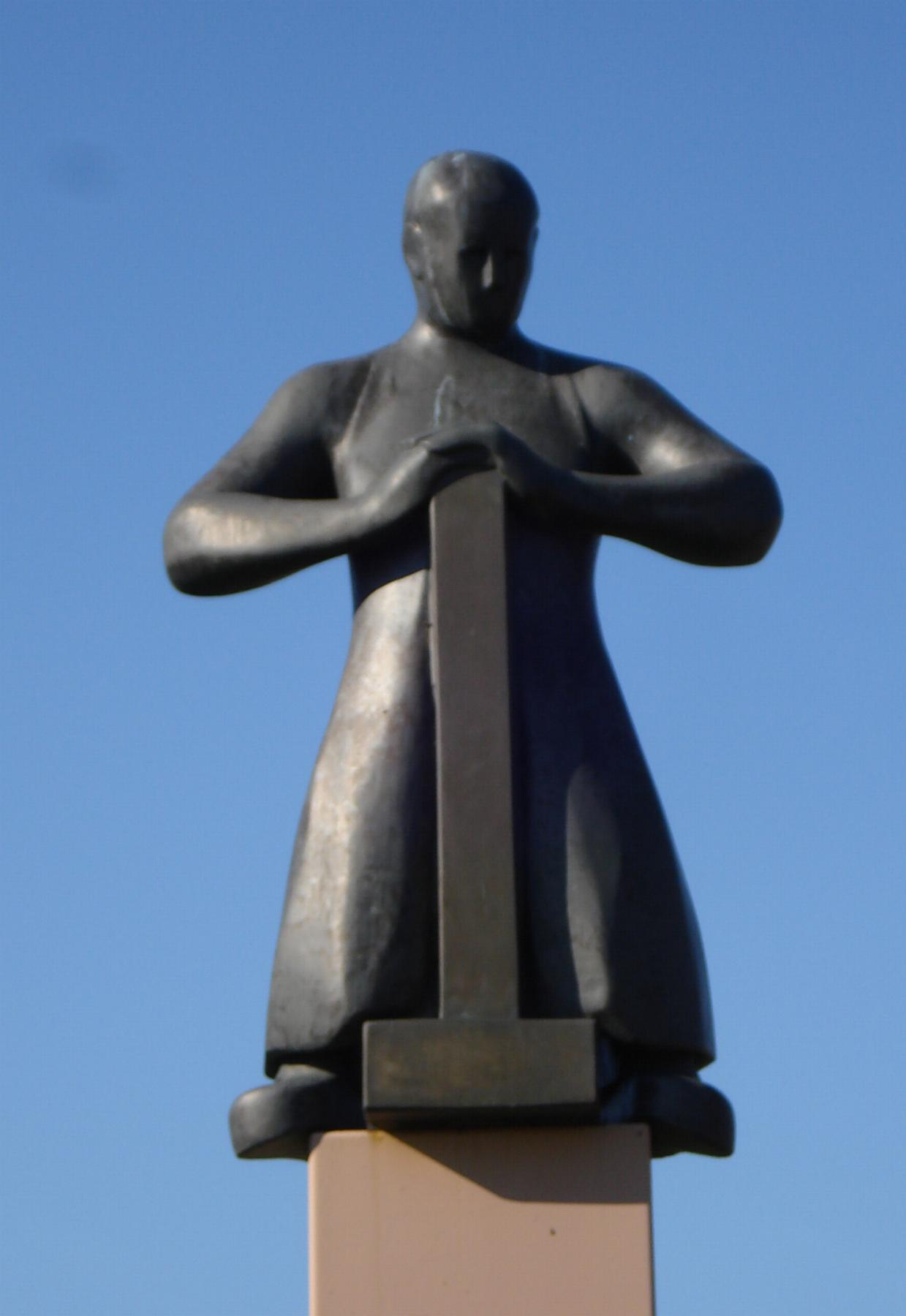
De Smid, Barendrecht

## Fotowerk van Helena van der Kraan
Volgens Henny de Lange zocht Helena van der Kraan met haar fotografie vooral "de schoonheid van het alledaagse.